# Stefan Everts

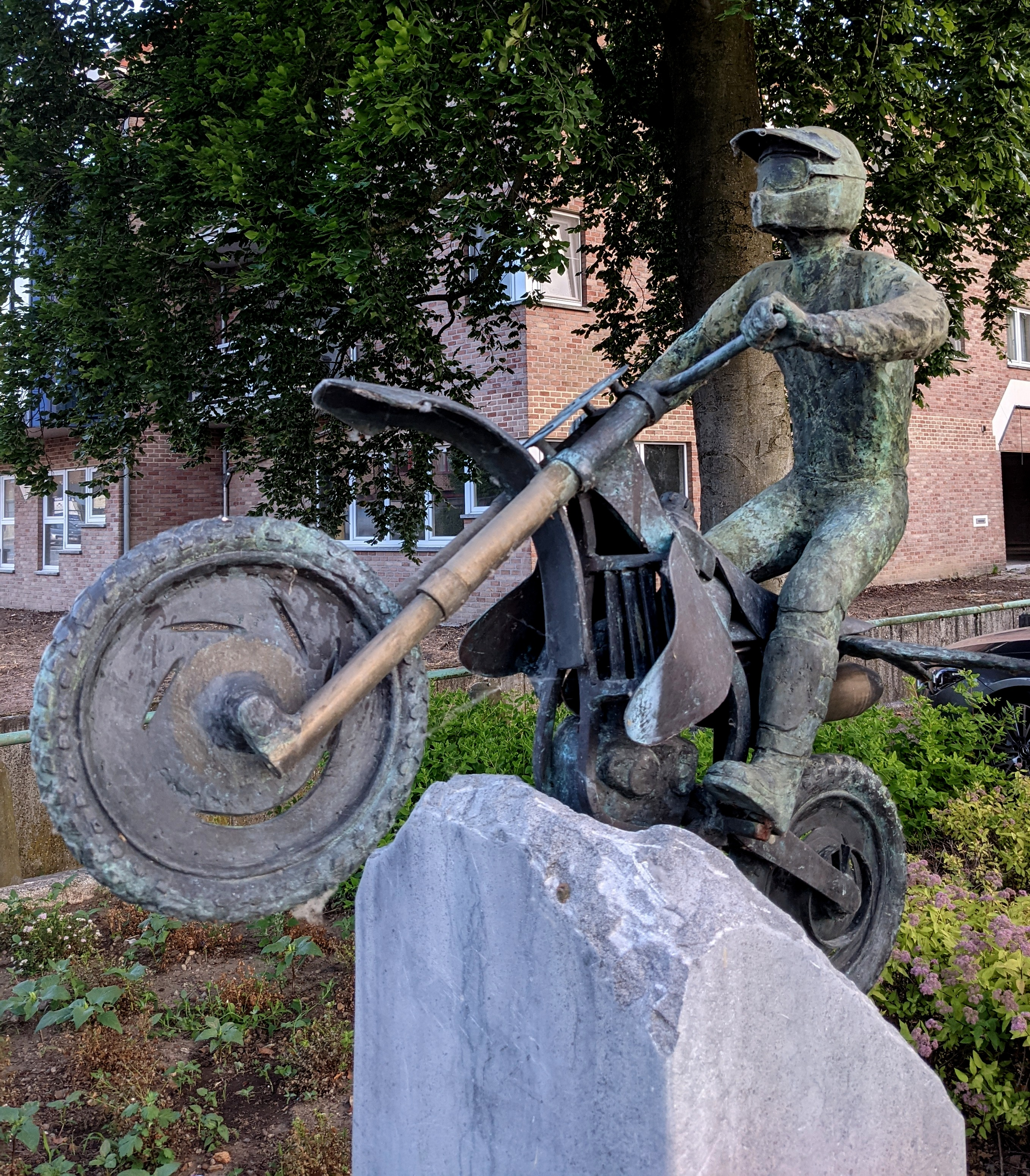
Standbeeld Stefan Everts te Neeroeteren, een creatie van Stefan Bongaerts. Het beeld werd onthuld in september 2006.

Stefan Everts (Bree, 25 november 1972) is een voormalig Belgisch motorcrosser. Vanwege zijn tien wereldtitels, wordt hij beschouwd als de beste motorcrosser aller tijden.

## Levensloop
Stefan Everts is de zoon van Harry Everts, zelf viervoudig motorcrosskampioen. Al op jonge 4-jarige leeftijd scheurde hij met zijn kleine motor over de omlopen. Zijn eerste GP wedstrijden reed hij op zijn 17e. Twee jaar later, in 1991, werd hij voor de eerste maal wereldkampioen in de 125 cc klasse.
Vijftien jaar later heeft Stefan alle records aan flarden gereden:
- 10 maal wereldkampioen,
- 101 Grand Prix overwinningen,
- won als eerste piloot drie verschillende GP's op één dag,[3]
- is de enige piloot die wereldkampioen werd op de vier grote Japanse merken (Suzuki, Kawasaki, Honda en Yamaha).

Hij is, na Eric Geboers, de tweede "Mr. 875cc", iemand die wereldkampioen werd in de drie klassen (125+250+500=875).
Everts woont in Genenbos/Lummen, is getrouwd en heeft twee kinderen, een dochter en een zoon. Zijn zoon, Liam Everts, is eveneens actief in de motorcross. Op 19 december 2009 werd hij benoemd tot ereburger van de stad Maaseik.
Everts kondigde aan dat het seizoen 2006 zijn laatste zou worden. Hij won dat jaar zijn tiende wereldtitel en behaalde ook zijn honderdste overwinning. Zijn laatste Grote Prijs won hij op 17 september 2006 in Frankrijk. Everts reed zijn laatste officiële wedstrijd tijdens de Motorcross der Naties die op 24 september 2006 in Matterley Basin (Groot-Brittannië) plaatsvond.
Op 17 december 2006, precies drie maanden nadat hij zijn laatste Grote Prijs won, werd Everts uitgeroepen tot Sportman van het Jaar tijdens een plechtigheid in het Casino Kursaal van Oostende. Hij ontving deze titel voor de vijfde keer. Ook in 2001, 2002, 2003 en 2004 viel hem die eer te beurt. Voor zijn volledige carrière als sportman ontving Everts ook een Lifetime Achievement Award.
Everts maakte bekend dat hij het volgende seizoen de nieuwe wedstrijdbegeleider zou worden bij het Oostenrijkse KTM. Everts ging de piloten begeleiden bij hun trainingen, zowel technisch, fysiek als mentaal. Op alle WK-wedstrijden zou hij als adviseur aanwezig zijn.
In 2005 was Stefan Everts een van de kansmakers op de titel De Grootste Belg, maar haalde de uiteindelijke nominatielijst niet en strandde op nr. 56 van diegenen die net buiten de nominatielijst vielen.
Everts is sinds september 2010 ambassadeur voor de stichting Mediclowns.
Everts is sinds het lopend wereldkampioenschap motorcross 2016 teammanager van Suzuki Europa.

### Opname na besmetting met malaria
Begin december 2018 werd Everts in kritieke toestand opgenomen in het UZ Leuven op de afdeling intensieve zorgen naar aanleiding van een malariabesmetting. Hij werd een maand voordien gestoken door de malariamug nadat hij had deelgenomen aan de 4 uur van Lubumbashi in Congo. Een benefietwedstrijd voor lokale kinderen. Op 17 december ontwaakte Everts uit zijn kunstmatige coma. Eind december 2018 mocht Everts beginnen aan zijn fysieke revalidatie. Zijn hersenen, noch zijn organen zouden beschadigd geweest zijn door de ziekte. Stefan Everts beschouwde nog in leven zijn op Kerstmis 2018, als zijn mooiste kerstgeschenk. Zijn leven zou aan een zijden draadje hebben gehangen volgens de professoren van het UZ Leuven. Hij moest in totaal 8 tenen laten amputeren en moest in 2018 nog operaties ondergaan aan zijn hielen. Hij heeft nog steeds last van malaria-aanvallen.

## Palmares
Hij werd tienmaal wereldkampioen:

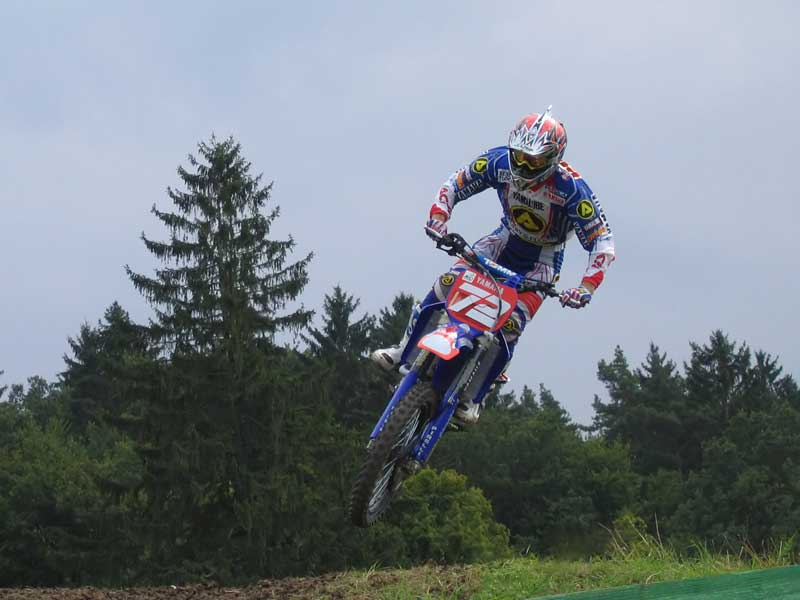
Stefan Everts in 2005 in Gaildorf.

- 1991 : Wereldkampioen 125cc - Suzuki
- 1995 : Wereldkampioen 250cc - Kawasaki
- 1995 : Winnaar Motorcross der Naties
- 1996 : Wereldkampioen 250cc - Honda
- 1997 : Wereldkampioen 250cc - Honda
- 1997 : Winnaar Motorcross der Naties
- 1998 : Winnaar Motorcross der Naties
- 2001 : Wereldkampioen 500cc - Yamaha
- 2002 : Wereldkampioen 500cc - Yamaha
- 2003 : Wereldkampioen MXGP - Yamaha
- 2003 : Winnaar Motorcross der Naties
- 2004 : Wereldkampioen MX1 - Yamaha
- 2004 : Winnaar Motorcross der Naties
- 2005 : Wereldkampioen MX1 - Yamaha
- 2006 : Wereldkampioen MX1 - Yamaha

| 1                  | 1991       | Brazilië            | Campos do Jordão     |
| 2                  | 1991       | Zwitserland         | Roggenburg           |
| 3                  | 1991       | Guatemala           | Amatitlán            |
| 4                  | 1991       | België              | Genk                 |
| 5                  | 1991       | Hongarije           | Kaposvár             |
| 250cc-klasse       |            |                     |                      |
| 6                  | 1992       | Nederland           | Valkenswaard         |
| 7                  | 1993       | Verenigde Staten    | Budds Creek          |
| 8                  | 1993       | Finland             | Vantaa               |
| 9                  | 1993       | Ierland             | Cork                 |
| 10                 | 1994       | België              | Lommel               |
| 11                 | 1994       | Nederland           | Valkenswaard         |
| 12                 | 1994       | Oostenrijk          | Schwanenstadt        |
| 13                 | 1994       | Zweden              | Uddevalla            |
| 14                 | 1994       | Italië              | Montevarchi          |
| 15                 | 1995       | België              | Kester               |
| 16                 | 1995       | Nederland           | Valkenswaard         |
| 17                 | 1995       | Groot-Brittannië    | Foxhill              |
| 18                 | 1995       | Zweden              | Motala               |
| 19                 | 1995       | Japan               | Suzuka               |
| 20                 | 1996       | Spanje              | Talavera de la Reina |
| 21                 | 1996       | Nederland           | Valkenswaard         |
| 22                 | 1996       | Frankrijk           | Iffendic             |
| 23                 | 1996       | Groot-Brittannië    | Foxhill              |
| 24                 | 1996       | Brazilië            | Belo Horizonte       |
| 25                 | 1997       | België              | Kester               |
| 26                 | 1997       | Frankrijk           | Brou                 |
| 27                 | 1997       | Venezuela           | Maracay              |
| 28                 | 1997       | Brazilië            | Belo Horizonte       |
| 29                 | 1997       | Groot-Brittannië    | Foxhill              |
| 30                 | 1997       | Polen               | Gdynia               |
| 31                 | 1997       | Portugal            | Águeda               |
| 32                 | 1997       | Zwitserland         | Roggenburg           |
| 33                 | 1997       | Tsjechië            | Loket                |
| 34                 | 1998       | Spanje              | Talavera de la Reina |
| 35                 | 1998       | Duitsland           | Teutschenthal        |
| 36                 | 1998       | België              | Mol                  |
| 37                 | 1998       | Frankrijk           | Villars-sous-Écot    |
| 38                 | 1998       | Venezuela           | Maracay              |
| 39                 | 1998       | Polen               | Gdynia               |
| 40                 | 1998       | Portugal            | Águeda               |
| 41                 | 1998       | Italië              | Asti                 |
| 500cc-klasse       |            |                     |                      |
| 42                 | 1998       | België              | Namen                |
| 250cc-klasse       |            |                     |                      |
| 43                 | 1999       | Duitsland           | Gaildorf             |
| 500cc-klasse       |            |                     |                      |
| 44                 | 2001       | Spanje              | Bellpuig             |
| 45                 | 2001       | Australië           | Broadford            |
| 46                 | 2001       | Vlaanderen          | Genk                 |
| 47                 | 2001       | Wallonië            | Spa-Francorchamps    |
| 48                 | 2001       | Zweden              | Uddevalla            |
| 49                 | 2001       | Frankrijk           | Ernée                |
| 50                 | 2001       | België              | Namen                |
| 51                 | 2002       | Duitsland           | Teutschenthal        |
| 52                 | 2002       | Frankrijk           | Saint-Jean-d'Angély  |
| 53                 | 2002       | Oostenrijk          | Kärntenring          |
| 54                 | 2002       | Zweden              | Uddevalla            |
| 125cc-klasse       |            |                     |                      |
| 55                 | 2003       | Italië              | Montevarchi          |
| MotocrossGP-klasse |            |                     |                      |
| 56                 | 2003       | Italië              | Montevarchi          |
| 57                 | 2003       | Bulgarije           | Sevlievo             |
| 125cc-klasse       |            |                     |                      |
| 58                 | 2003       | Oostenrijk          | Kärntenring          |
| MotocrossGP-klasse |            |                     |                      |
| 59                 | 2003       | Oostenrijk          | Kärntenring          |
| 125cc-klasse       |            |                     |                      |
| 60                 | 2003       | Zweden              | Uddevalla            |
| MotocrossGP-klasse |            |                     |                      |
| 61                 | 2003       | Zweden              | Uddevalla            |
| 125cc-klasse       |            |                     |                      |
| 62                 | 2003       | België              | Namen                |
| MotocrossGP-klasse |            |                     |                      |
| 63                 | 2003       | België              | Namen                |
| 64                 | 2003       | Nederland           | Lierop               |
| 125cc-klasse       |            |                     |                      |
| 65                 | 2003       | Nederland           | Lierop               |
| 125cc-klasse       |            |                     |                      |
| 66                 | 2003       | Duitsland           | Gaildorf             |
| MotocrossGP-klasse |            |                     |                      |
| 67                 | 2003       | Duitsland           | Gaildorf             |
| 125cc-klasse       |            |                     |                      |
| 68                 | 2003       | Tsjechië            | Loket                |
| MotocrossGP-klasse |            |                     |                      |
| 69                 | 2003       | Tsjechië            | Loket                |
| 125cc-klasse       |            |                     |                      |
| 70                 | 2003       | Frankrijk           | Ernée                |
| MotocrossGP-klasse |            |                     |                      |
| 71                 | 2003       | Frankrijk           | Ernée                |
| 650cc-klasse       |            |                     |                      |
| 72                 | 2003       | Frankrijk           | Ernée                |
| MX1-klasse         |            |                     |                      |
| 73                 | 28-03-2004 | Spanje              | Bellpuig             |
| 74                 | 25-04-2004 | Nederland           | Valkenswaard         |
| 75                 | 16-05-2004 | Benelux (Nederland) | Lichtenvoorde        |
| 76                 | 06-06-2004 | Frankrijk           | Saint-Jean-d'Angély  |
| 77                 | 13-06-2004 | Italië              | Gallarate            |
| 78                 | 08-08-2004 | Wallonië            | Namen                |
| 79                 | 11-09-2004 | Ierland             | Ballykelly           |
| 80                 | 03-04-2005 | Vlaanderen          | Zolder               |
| 81                 | 24-04-2005 | Portugal            | Águeda               |
| 82                 | 08-05-2005 | België              | Namen                |
| 83                 | 29-05-2005 | Japan               | Sugo                 |
| 84                 | 05-06-2005 | Groot-Brittannië    | Matchams Park        |
| 85                 | 21-08-2005 | Duitsland           | Gaildorf             |
| 86                 | 04-09-2005 | Nederland           | Lierop               |
| 87                 | 17-09-2005 | Ierland             | Desertmartin         |
| 88                 | 02-04-2006 | Vlaanderen          | Zolder               |
| 89                 | 16-04-2006 | Spanje              | Bellpuig             |
| 90                 | 23-04-2006 | Portugal            | Águeda               |
| 91                 | 07-05-2006 | Duitsland           | Teutschenthal        |
| 92                 | 21-05-2006 | Japan               | Sugo                 |
| 93                 | 04-06-2006 | Bulgarije           | Sevlievo             |
| 94                 | 11-06-2006 | Italië              | Montevarchi          |
| 95                 | 18-06-2006 | Groot-Brittannië    | Matterley Basin      |
| 96                 | 02-07-2006 | Zweden              | Uddevalla            |
| 97                 | 16-07-2006 | Zuid-Afrika         | Sun City             |
| 98                 | 30-07-2006 | Tsjechië            | Loket                |
| 99                 | 06-08-2006 | België              | Namen                |
| 100                | 03-09-2006 | Nederland           | Lierop               |
| 101                | 17-09-2006 | Frankrijk           | Ernée                |

1982 Annie Lambrechts · 1983 Eddy Annys · 1984 Ingrid Berghmans · 1985 niet uitgereikt · 1986 William Van Dijck · 1987 Wim Van Belleghem · 1988 Robert Van de Walle · 1989 niet uitgereikt · 1990 Ulla Werbrouck · 1991 Sabine Appelmans · 1992 Annelies Bredael · 1993 Gella Vandecaveye · 1994 Brigitte Becue · 1995 Fred Deburghgraeve · 1996 Luc Van Lierde · 1997 Stefan Everts · 1998 Sven Nys · 1999 Marleen Renders · 2000 Filip Meirhaeghe · 2001 Kim Clijsters · 2002 Kim Gevaert · 2003 Benny Vansteelant · 2004 Gino De Keersmaeker · 2005 Kathleen Smet · 2006 Tia Hellebaut · 2007 estafetteploeg 4x100m dames · 2008 Kenny De Ketele · 2009 Tom Goegebuer · 2010 Cédric Van Branteghem · 2011 Evi Van Acker · 2012 Hans Van Alphen and Marieke Vervoort · 2013 Frederik Van Lierde · 2014 Bart Swings · 2015 Jaouad Achab · 2016 Peter Genyn · 2017 Seppe Smits · 2018 Nina Derwael · 2019 Emma Meesseman · 2020 niet uitgereikt · 2021 Belgische hockeyploeg (mannen) · 2022 Remco Evenepoel  · 2023 Lotte Kopecky
1928 Louis Crooy en Victor Groenen · 1929 Georges Ronsse · 1930 Hyacinthe Roosen · 1931 René Milhoux en Jules Tacheny · 1933 Jef Scherens · 1934 Union Sint-Gillis · 1935 Arnold de Looz-Corswarem · 1936 Ernest Demuyter · 1937 Joseph Mostert · 1938 Hubert Carton de Wiart · 1939 Henry de Menten de Horne · 1940 Fernande Caroen · 1941 Jan Guilini · 1942 Pol Braekman · 1943 Albert de Ligne · 1944 niet toegekend · 1945 vliegend personeel van de Belgische sectie van de Royal Air Force · 1946 Gaston Reiff · 1947 Micheline Lannoy en Pierre Baugniet · 1948 Etienne Gailly · 1949 Feru Moulin · 1950 Briek Schotte · 1951 Johny Claes en Jacques Ickx · 1952 André Noyelle · 1953 bemanning van het jacht Omoo (zeilsport) · 1954 Adolf Verschueren · 1955 Roger Moens · 1956 Gilberte Thirion · 1957 Jacky Brichant en Philippe Washer · 1958 René Baeten · 1959 Belgische hockeyploeg bij de mannen · 1960 Flory Van Donck · 1961 Rik Van Looy · 1962 Gaston Roelants · 1963 Aureel Vandendriessche · 1964 Joël Robert · 1965 Eerste Jachtwing van de Belgische Luchtmacht · 1966 Raymond Ceulemans · 1967 Ferdinand Bracke en Eddy Merckx · 1968 Jacky Ickx · 1969 Serge Reding · 1970 Freddy Herbrand · 1971 Miel Puttemans · 1972 Karel Lismont · 1973 Roger De Coster · 1974 Paul Van Himst · 1975 Jean-Pierre Burny · 1976 Ivo Van Damme · 1977 Gaston Rahier · 1978 RSC Anderlecht · 1979 Robert Van de Walle · 1980 Belgische voetbalploeg bij de mannen · 1981 Annie Lambrechts · 1982 Ingrid Berghmans · 1983 Eddy Annys · 1984 André Malherbe · 1985 niet toegekend · 1986 William Van Dijck · 1987 Ingrid Lempereur · 1988 Eric Geboers · 1989 Michel Preud'homme · 1990 Jan Ceulemans · 1991 Jean-Michel Saive · 1992 Annelies Bredael · 1993 Vincent Rousseau · 1994 Brigitte Becue · 1995 Frédérik Deburghgraeve · 1996 Johan Museeuw · 1997 Luc Van Lierde · 1998 Ulla Werbrouck · 1999 Gella Vandecaveye · 2000 Joël Smets · 2001 Kim Clijsters en Justine Henin · 2002 Marc Wilmots · 2003 Stefan Everts · 2004 Axel Merckx · 2005 Tom Boonen · 2006 Kim Gevaert en Tia Hellebaut · 2007 4x100m-estafetteploeg voor vrouwen · 2008 niet toegekend · 2009 Philippe Gilbert · 2010 Philippe Le Jeune · 2011 Kevin Borlée · 2012 Evi Van Acker · 2013 Frederik Van Lierde · 2014 Daniel Van Buyten · 2015 4x400m-estafetteploeg voor mannen · 2016 Nafissatou Thiam · 2017 David Goffin · 2018 Nina Derwael · 2019 Belgische hockeyploeg bij de mannen · 2020 Wout van Aert · 2021 Bashir Abdi · 2022 Remco Evenepoel · 2023 Bart Swings · 2024 Lotte Kopecky